# راؤول روسيسكو
راؤول روسيسكو (بالرومانية: Raul Rusescu) (9 يوليو 1988 رومانيا - ) هو لاعب كرة قدم روماني، يلعب كمهاجم.

## المسيرة المهنية الدولية
روسييسكو هو لاعب دولي سابق في منتخب رومانيا تحت 21 سنة، حيث شارك في سبع مباريات دولية وسجل هدفين. وقد لعب في بطولة أوروبا تحت 21 سنة لكرة القدم لعام 2011، لكنه خسر في الأدوار الفاصلة أمام إنجلترا.

## وصلات خارجية
راؤول روسيسكو على موقع الاتحاد الأوربي (الإنجليزية)
- راؤول روسيسكو على موقع اتحاد تركيا (لاعب) (الإنجليزية)
- راؤول روسيسكو على موقع قاعدة بيانات كرة القدم.إي يو (الإنجليزية)
- راؤول روسيسكو على موقع ناشيونال فوتبول تيمز (الإنجليزية)
- راؤول روسيسكو على موقع Soccerway.com (الإنجليزية)
- راؤول روسيسكو على موقع عالم كرة القدم.نت (الإنجليزية)
- راؤول روسيسكو على موقع AS.com (الإسبانية)